# 지크프리트 그라브너
지크프리트 요제프 그라브너(독일어: Siegfried Josef Grabner, 1975년 2월 4일~)는 오스트리아의 전직 스노보드 선수이다. 2006년 동계 올림픽에서 평행대회전 동메달을 획득했으며 세계 선수권 대회에서 금메달 1개, 동메달 1개를 획득했다.